# الوطنية للأسمنت ببني سويف
الشركة الوطنية للأسمنت ببني سويف هي شركة مساهمة حكومية مصرية، تابعة لجهاز مشروعات الخدمة الوطنية للقوات المسلحة، أحد أجهزة وزارة الدفاع، يقع في منطقة وادي بياض العرب بمحافظة بني سويف بصعيد مصر، تم البدء في إنشائه في مايو 2016، وتم افتتاحه في 18 أغسطس 2018، تبلغ مساحة مصنع الشركة الوطنية للأسمنت ببنى سويف حوالي 5 مليون متر مربع، ويضم عدد ستة خطوط إنتاج، ويعمل بطاقة إنتاجية حوالي ستة آلاف طن يومياً بواقع 12 مليون طن أسمنت سنوياً، بالإضافة إلى خطين إنتاج شكائر ورقية بطاقة إنتاجية 200 مليون شيكارة / سنة.
ينتج المصنع عدة أنواع من الأسمنت أهمها، ويضم المصنع مهبط للمروحيات، منطقة إدارية تتضمن ثلاثة مبان إدارية وقاعة مؤتمرات، عدد أربعة عشر مبنى لإقامة المهندسين والعمال، عدد أربع قاعات طعام مزودة بمطابخ، عيادة طبية، مسجد، منطقة ملاعب، ساحات خضراء على مساحة 50 ألف متر مربع، محطة توليد طاقة كهربائية على مساحة 17 ألف متر مربع قدرتها 220 ميجاوات، منطقة مكشوفة لتشوين الفحم، وعدد أثنى عشر خزان مازوت احتياطى بإجمالى طاقة 120 ألف طن.

## المساهمون
تتوزع نسب المساهمين في الشركة كالتالي:
- جهاز مشروعات الخدمة الوطنية (98.98%).
- النصر للخدمات والصيانة (1%).
- العريش للأسمنت (0.02%).

## وصلات خارجية
- الموقع الرسمي للشركة.